# 江戸崎不動院

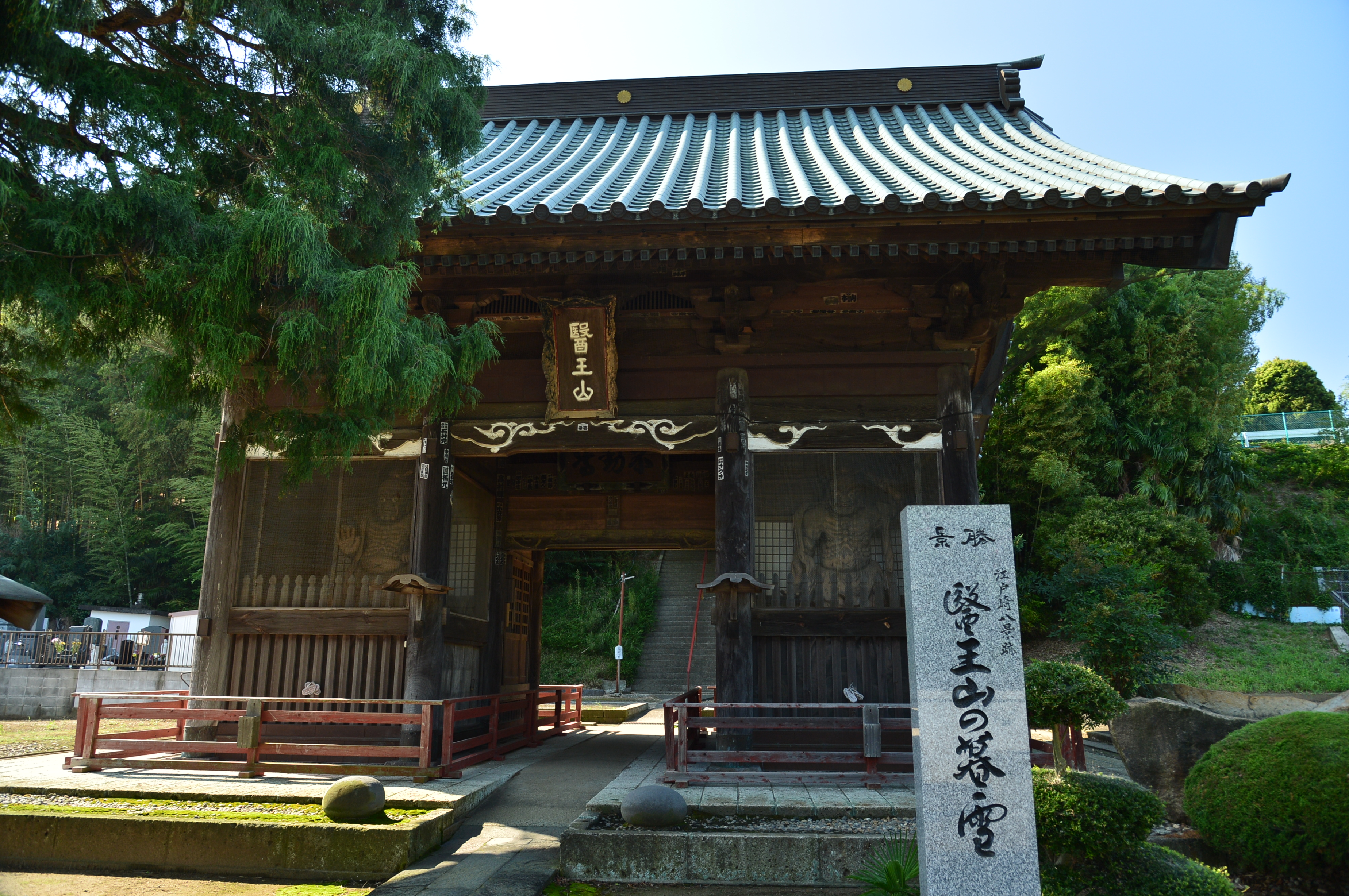
仁王門

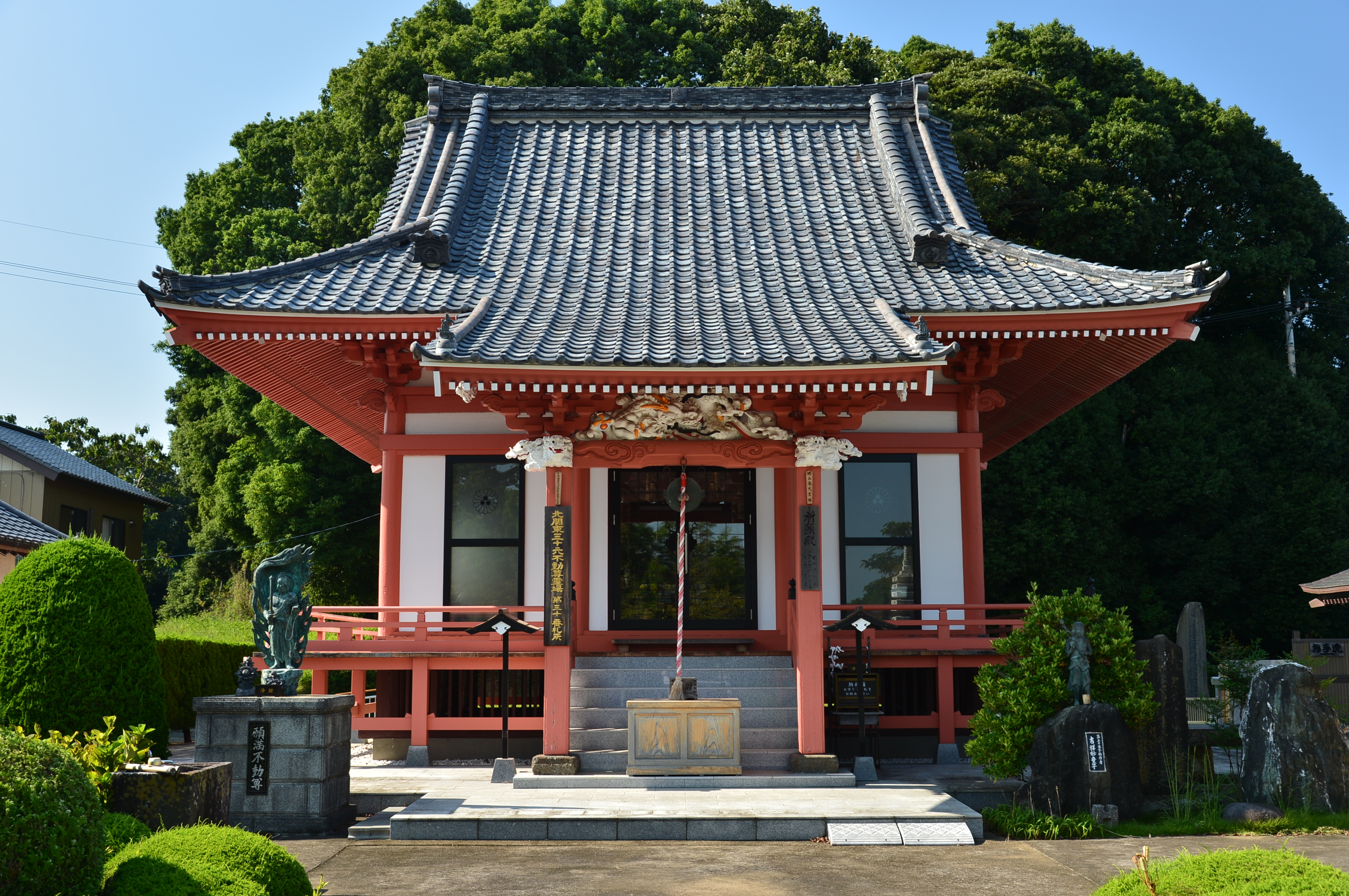
祈願殿

江戸崎不動院（えどさきふどういん）は、茨城県稲敷市江戸崎にある、天台宗の寺院。山号は医王山。寺号は東光寺。

## 概要
稲敷市江戸崎のほぼ中央に位置する高台にある寺院で、不動明王を本尊とし、「不動院」「不動尊院」など様々な呼ばれ方があるが、一般には「江戸崎不動院」の呼び名で親しまれる。当時、随風と名乗っていた天海が、天正19年（1591年）から約17年間、住職を務め、江戸時代は天台宗の学問所である関東八檀林の一つとして栄えた。境内地は約5万3000平方メートルあり、明暦元年（1655年）、4代将軍・家綱の援助を受けて建てられた仁王門をはじめ、板碑、手水鉢、灯篭、宝篋印塔があり、さらに郷土の先人である大築由造や大久保英助の記念碑など多くの石造物も残されている。寺宝も多く、狩野探幽筆の雨海画像、東照権現神号、天海木像などを所蔵する。

## 歴史
開山については諸説あるが、嘉祥元年（848年）、慈覚が開山し、文明2年（1470年）に幸誉が中興したとする説と、文明2年（1470年）に幸誉が開山したとする説がある。のちに衰退したが、歴代の江戸崎城主となった土岐原氏、蘆名氏の保護を受け、特に天正19年（1591年）に江戸崎城主であった蘆名盛重が、中興開山に随風（のちの天海）を第八世住職として迎え、諸堂を再建した。随風は、徳川家康の信任が厚く黒衣の宰相といわれた傑僧で、江戸崎不動院には約17年間ほど住んだといわれる。
慶長7年（1602年）、徳川家康から寺領150石の御朱印地が寄進され、以後、寺は徳川将軍家の帰依を受けて、寺領250石の御朱印地を有した。明暦元年（1655年）には江戸城紅葉山旧殿、四脚門の移築や不動堂が建立され、さらに元禄6年（1693年）には、客殿・鐘楼・書院・土蔵や仏像などが整備されて隆盛を極めた。かつては、寺中に五つの塔頭を有し、さらに末寺門徒114か寺を有する大寺院で、関東八檀林の一つに数えられた。
明治9年（1876年）に火災に遭い、仁王門以外の大部分の建物は焼失した。

### 年表
- 836年（承和3年） - 円仁は江戸崎不動院を開山する[3]。
- 1470年（文明2年） - 江戸崎城主・土岐景成は檀越となり、幸誉法印は中興する。
- 1555年（天文24年） - 絹衣相論により、後奈良天皇は江戸崎不動院に綸旨を下す。
- 1590年（天正18年） - 江戸崎城主・蘆名盛重は江戸崎不動院を修復して、8世に天海を迎える。
- 1655年（明暦元年） - 徳川家綱は江戸城紅葉山御殿の四脚門を与え移築する。
- 1876年（明治9年） - 本堂が焼失する。
- 1972年（昭和47年） - 本堂が再建される。
- 1974年（昭和49年） - 表参道の石段を造成する。
- 1975年（昭和50年） - 本堂（祈願殿）建立。稲荷堂が竣工。
- 1976年（昭和51年） - 祈願殿の脇に、庫裡を新築。
- 1986年（昭和61年） - 回講堂（本佛殿）建立。
- 1990年（平成2年） - 仁王門の大修理がなされる。

## 寺宝
- 天海大僧正画像（狩野探幽作）

## 交通アクセス
桜東バス江戸崎バス停から徒歩15分。